# سون بیونگ هو
سون بیونگ هو (کره‌ای: 손병호؛ زادهٔ ۲۵ اوت ۱۹۶۲) بازیگر اهل کره جنوبی است. سون به خاطر ایفای نقش در فیلم‌های اکشن از جمله از جمله نقطه آر (۲۰۰۴)، رانینگ وایلد (۲۰۰۶) و خوب، بد، عجیب (۲۰۰۸) شناخته می‌شود.

## فیلم‌شناسی

### فیلم
| سال  | عنوان                                    | نقش                                      |
| ---- | ---------------------------------------- | ---------------------------------------- |
| ۱۹۹۴ | در یک مشت زمان                           |                                          |
| ۱۹۹۴ | ناتوانی سادو ساده                        |                                          |
| ۱۹۹۹ | پیک نیک (فیلم کوتاه)                     |                                          |
| ۱۹۹۹ | فانتوم: زیر دریایی                       | شماره ۵۶۲                                |
| ۲۰۰۱ | فیلان                                    |                                          |
| ۲۰۰۱ | تابستان هندی                             | سونگ جونگ هون                            |
| ۲۰۰۱ | چاو (فیلم کوتاه)                         |                                          |
| ۲۰۰۱ | جزیره گل                                 |                                          |
| ۲۰۰۲ | ونوس                                     | هونگ جین سو                              |
| ۲۰۰۲ | واحه                                     | هان سانگ شیک                             |
| ۲۰۰۲ | اشتیاق                                   | شوهر صاحب ایستگاه استراحت (حضور افتخاری) |
| ۲۰۰۳ | تیوپ                                     |                                          |
| ۲۰۰۳ | انتهای جاده (فیلم کوتاه)                 |                                          |
| ۲۰۰۳ | جایزه (فیلم کوتاه)                       |                                          |
| ۲۰۰۴ | یک لبخند                                 |                                          |
| ۲۰۰۴ | موکپو بهشت گانگستر                       | دو کو                                    |
| ۲۰۰۴ | آرایشگر رئیس                             | جانگ                                     |
| ۲۰۰۴ | نقطه آر                                  | جین چانگ روک                             |
| ۲۰۰۴ | جنگل عنکبوت                              | کیم چول جو                               |
| ۲۰۰۵ | جاده طولانی و پر پیچ و خم                | بزرگ‌ترین پسر                             |
| ۲۰۰۶ | رانینگ وایلد                             | یو کانگ جین                              |
| ۲۰۰۶ | پلیس خون‌آشام ریکی                        | تاک مون سو                               |
| ۲۰۰۷ | ۱۸ مه                                    | معلم جونگ                                |
| ۲۰۰۷ | گذر از کتاب                              | لی سونگ مان                              |
| ۲۰۰۸ | اوپن سیتی                                | اوه یون سو                               |
| ۲۰۰۸ | گرند پست                                 | (حضور افتخاری)                           |
| ۲۰۰۸ | خوب، بد، عجیب                            | سو جه شیک                                |
| ۲۰۰۹ | رسوایی اینسادونگ                         | (حضور افتخاری)                           |
| ۲۰۰۹ | تشنه تشنه                                | رئیس پی                                  |
| ۲۰۰۹ | پرواز پنگوئن                             | رئیس کوان                                |
| ۲۰۰۹ | سمفونی سیب زمینی                         | فونیکس                                   |
| ۲۰۱۰ | جمهوری کره ۱٪ با نام مستعار خانم گروهبان | گروهبان کانگ چول این                     |
| ۲۰۱۱ | من یک بابا هستم                          | نا سانگ مان                              |
| ۲۰۱۱ | بازی کامل                                | کیم آونگ ریونگ                           |
| ۲۰۱۲ | پاپا                                     | رئیس کمپانی دو                           |
| ۲۰۱۲ | صدای پا II (فیلم کوتاه)                  | فرمانده کره جنوبی سوک                    |
| ۲۰۱۳ | قهرمان                                   | متصدی پذیرش بیمارستان (بازیگر مهمان)     |
| ۲۰۱۳ | خانواده سرخ                              | جو میونگ شیک                             |
| ۲۰۱۴ | کل خانواده آشفته                         | بک وون مان                               |
| ۲۰۱۴ | تونل                                     | آقای کیم                                 |
| ۲۰۱۴ | پایان جهان                               |                                          |
| ۲۰۱۵ | امپراتوری شهوت                           | شاه ته‌جو                                 |
| ۲۰۱۵ | جادوگر چوسان                             | کیم گاپ سو                               |
| ۲۰۱۷ | بیل مکانیکی                              | عضو مجلس ملی                             |
| ۲۰۲۰ | سرچ اوت                                  | رئیس فروشگاه (حضور افتخاری)              |
| ن/م  | جوچی‌وون هه مون                           | مان گوک                                  |
| ن/م  | زن زیبا                                  | [ ۷ ]                                    |

### مجموعه تلویزیونی
| سال       | عنوان                                   | نقش                     |
| --------- | --------------------------------------- | ----------------------- |
| ۲۰۰۳      | شخص خوب                                 | بک سانگ هو              |
| ۲۰۰۶      | میراث بزرگ                              | سو دونگ پا              |
| ۲۰۰۶      | غریبه‌ای از بهشت                         | نام ایل وونگ            |
| ۲۰۰۷      | پشت برج سفید                            | کیم هون                 |
| ۲۰۰۸      | سارق                                    | کیم هو جین              |
| ۲۰۰۸      | سرزمین بادها                            | تاک روک                 |
| ۲۰۱۰      | غول                                     | هونگ کی پیو             |
| ۲۰۱۰      | یاکشا                                   | کانگ چی سون             |
| ۲۰۱۱      | ۴۹ روز                                  | اوه هه وون              |
| ۲۰۱۱      | عروس خورشید                             | پارک ته هو              |
| ۲۰۱۱      | اینسو ملکه مادر                         | هان میونگ هو            |
| ۲۰۱۲      | قهرمان                                  | کیم هون                 |
| ۲۰۱۲      | ماسک عروس                               | جو دونگ جو              |
| ۲۰۱۲      | پیشگوی بزرگ                             | چوی‌یونگ                 |
| ۲۰۱۲      | تولد یک خانواده                         | لی کیونگ ته             |
| ۲۰۱۳      | تجسم پول                                |                         |
| ۲۰۱۳      | قصر خون: جنگ گل‌ها                       | لی هیونگ ایک            |
| ۲۰۱۳      | دراما فستیوال «آشوب»                    | یو کوانگ هون            |
| ۲۰۱۴      | نسل الهام بخش                           | چوی سو ری               |
| ۲۰۱۴      | دراما سیتی «بالارفتن از دیوارهای آسمان» |                         |
| ۲۰۱۴      | در مخفی                                 | کیم سونگ ایک            |
| ۲۰۱۵      | مجلس ملی                                | به دال سو               |
| ۲۰۱۵      | خانم پلیس                               | کانگ ته یو              |
| ۲۰۱۵      | پنیر در تله                             | یو یونگ سو              |
| ۲۰۱۶      | جانگ یونگ شیل                           | ها یون                  |
| ۲۰۱۷      | مبارزه برای راهم                        | کو هیونگ شیک            |
| ۲۰۱۷      | نجاتم بده                               | هان یونگ مین            |
| ۲۰۱۷      | وقتی تو خواب بودی                       | وکیل کو                 |
| ۲۰۱۷      | من ربات نیستم                           | هوانگ دو وون            |
| ۲۰۱۸      | شاهزاده بزرگ                            | لی جه                   |
| ۲۰۱۸      | سوییچ                                   | مرد پیر بونگ            |
| ۲۰۱۸      | اتاق شماره ۹                            | کیم جونگ سو             |
| ۲۰۱۸      | حالا با عشق تمیز کن                     | رئیس یانگ               |
| ۲۰۱۹      | وکیل من آقای جو                         | بک دو هیون              |
| ۲۰۱۹      | هه‌چی                                    | جو ته گو                |
| ۲۰۱۹      | ساعت اداری ۳                            | سون بیونگ هو            |
| ۲۰۱۹      | به زندگی خوش آمدی                       | جانگ دو شیک             |
| ۲۰۱۹      | نمایش بزرگ                              | کانگ کیونگ هو           |
| ۲۰۲۰      | کارآگاه خوب                             | کیم گی ته               |
| ۲۰۲۰      | هیس                                     | نا سونگ‌وون              |
| ۲۰۲۰–۲۰۲۱ | بازرس مخفی سلطنتی                       | چوی دو کوان             |
| ۲۰۲۱      | آیدل: شاهکار                            | مدیر کیم (حضور افتخاری) |
| ۲۰۲۲      | عمارت رز                                | هیونگ شیک               |
| ۲۰۲۳      | شکوفایی جوانی ما                        | کیم آن جیک              |

## تئاتر
| سال       | عنوان                                                | نقش       | منابع  |
| --------- | ---------------------------------------------------- | --------- | ------ |
| ۲۰۲۲–۲۰۲۳ | My heart dances when I see a rainbow in the wide sky | جو هان سو | [ ۱۵ ] |